# Mary Tsingou
Mary Tsingou (Milwaukee, Wisconsin, 14 de octubre de 1928) es una física y matemática estadounidense que, junto a Mary Hunt, se convirtió en una de las primeras programadoras de la computadora MANIAC en el Laboratorio Nacional de Los Álamos. Esta computadora, basada en la arquitectura de John von Neumann, y programada por Klára Dán Von Neumann, y cuyo objetivo estaba vinculado a la Guerra Fría, fue la primera computadora capaz de calcular una previsión meteorológica de un día en menos de 24 horas.
Trabajó junto a los físicos Enrico Fermi y John Pasta y junto al matemático Stanisław Ulam en física computacional, en la codificación del conocido como problema de Fermi-Pasta-Ulam-Tsingou, el primer experimento numérico que proporcionaba una aparente paradoja en teoría del caos, y que se basaba en comprobar la predicción de la física estadística sobre la termalización de los sólidos.

## Biografía
Nació el 14 de octubre de 1928 en una familia griega que vivía en Milwaukee, Wisconsin. Mary Tsingou pasó la primera parte de su niñez en Estados Unidos, pero, a causa de la Gran Depresión, su familia se trasladó a Europa en 1936, puesto que su padre tenía una propiedad en Bulgaria. En 1940, la embajada de Estados Unidos les advirtió que volvieran a este país, por su seguridad, así que, cogieron el último barco con rumbo a América que salía de Italia. Una semana después de aterrizar en New York, Italia declaró la guerra a Francia y al Reino Unido. Mary obtuvo el bachillerato en ciencias en el año 1951, en la Universidad de Wisconsin, y el máster en ciencias en el año 1955, en la Universidad de Míchigan. En 1952, y siguiendo la recomendación de su profesora de ecuaciones diferenciales avanzadas, solicitó una posición en el Laboratorio Nacional de Los Álamos. Era un momento en el que no se animaba a las mujeres a dedicarse a las matemáticas, pero la guerra de Corea había dejado, entre otras cosas, una escasez de hombres jóvenes estadounidenses, por lo que también se ofrecían esos puestos a las mujeres jóvenes. De esta manera, fue contratada, junto con un grupo de universitarios recién graduados, para hacer cálculos manuales, inicialmente a la división T1 de Los Álamos (T de Teórica), que, durante la Segunda Guerra Mundial había sido dirigida por Rudolf Peierls y por el famoso espía Klaus Fuchsbelonon. En poco tiempo se mudó a la división T7, dirigida por Nicholas Metropolis, para trabajar en una nueva computadora, MANIAC I, en la que nadie podía programar. Ella y Mary Hunt fueron las primeras personas programadoras en empezar un trabajo de exploración en dicha computadora. Esta computadora se usó principalmente para tareas relacionadas con armas, pero de vez en cuando y en los fines de semana, la gente dedicada a la investigación podía usarla para estudiar problemas de física e incluso para jugar al ajedrez. Mary Tsingou y John Pasta fueron los primeros en crear gráficos en esta computadora, en el momento en el que tenían que examinar un problema con una explosión y visualizar esta en un osciloscopio.
Además de relacionarse con John Pasta, también lo hizo con Stanislaw Ulam. En cambio, tuvo poco contacto con Enrico Fermi, que era profesor en Chicago y visitaba Los Álamos solo por cortos periodos de tiempo. Sin embargo, conoció bastante mejor a la hija de Fermi, Nella. Ella no quería estar con sus padres durante sus visitas a Los Álamos, y las dos mujeres dormían en el mismo dormitorio, mientras Enrico y Laura Fermi se hospedaban con sus buenos amigos Stan y Françoise Ulam. Fue Fermi quien tuvo la genial idea de proponer que, en lugar de limitarse a realizar cálculos estándar a los que estaban habituadas estas computadoras, se pudieran utilizar para probar una idea física. Así, inventó el concepto de los experimentos numéricos, proponiendo en primer lugar comprobar la predicción de la física estadística sobre la termalización de los sólidos. Es decir, comprobar si al aplicar diferentes temperaturas a lo largo de la disposición física de un objeto sólido (frío por un lado, calor por otro, frío en una esquina, por ejemplo), al cabo de un tiempo el cuerpo adquiere la misma temperatura en todos los puntos. Lo que estas cuatro personas trataron de simular en la computadora MANIAC era el análogo unidimensional de los átomos en un cristal: una larga cadena de partículas unidas por resortes que obedecen a la ley de Hooke (una interacción lineal), pero con una débil corrección no lineal (cuadrática para el modelo FPU-α o cúbica para el modelo FPU-β). Era algo así como una serie de bolas unidas por muelles hasta formar una especie de cadena, tratando estos muelles de conservar una cierta posición de equilibrio y ver cómo el calor se conduce a través de los sólidos. Nació pues, el experimento "Fermi, Pasta, Ulam, Tsingou", FPUT. Hasta hace poco, el experimento fue siempre conocido como el problema "Fermi, Pasta, Ulam", FPU, puesto que Mary Tsingou no fue reconocida pese a su decisiva labor. La programación de los primeros ordenadores era una tarea que requería una gran perspicacia y originalidad, y a lo largo de la década de los sesenta y algo más tarde, las personas dedicadas a la programación eran comúnmente catalogadas como coautoras. Parece que la razón por la que Tsingou estaba en la lista de la investigación como compañera de trabajo y no como coautora es que ella no estaba involucrada en la escritura del mismo, aunque sí produjo alguno de los gráficos. En realidad, Enrico Fermi tampoco estaba involucrado en la escritura del artículo. Pero esto cambió, gracias al artículo escrito por el físico francés Thierry Dauxois en la revista "Physics Today" (y que edita la "American Physical Society") en el número de enero de 2008, de nombre "Fermi, Pasta, Ulam, and a mysterious lady", donde se describe la aportación a este experimento por parte de Mary Tsingou, quien fue realmente la persona que diseñó el código computacional.

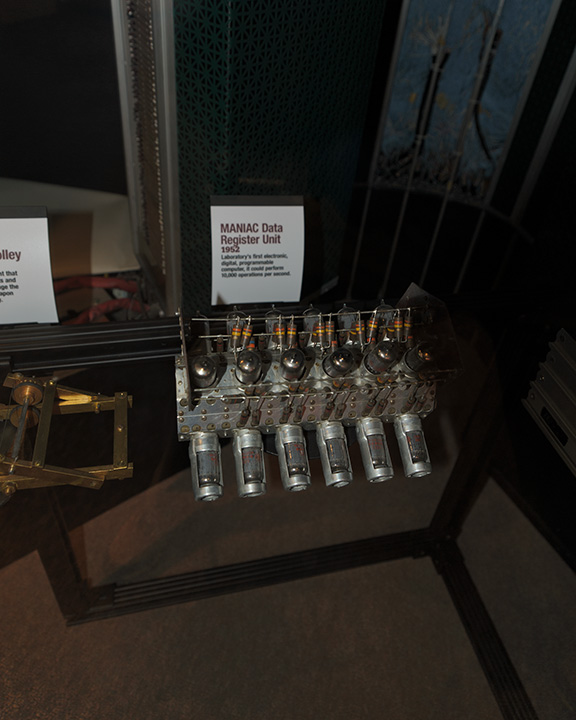
Una pieza de hardware informático de la computadora MANIAC desarrollada a principios de los años 50 por los científicos y científicas de Los Álamos

Además, en la primera página del informe de FPU Los Álamos, publicado en 1955, está escrito: "Informe escrito por Fermi, Pasta y Ulam. Trabajo hecho por Fermi, Pasta, Ulam y Tsingou". Esta observación de que Mary Tsingou, que participó en el estudio numérico, no es una autora del informe, fue siempre desconcertante para los científicos que han leído este documento. Estaba claro que codificar el primer experimento numérico en el primer ordenador no era una tarea directa, inmediata y de poca repercusión. Una de las claves está en el artículo relativo al FPU de título "J. L. Tuck, M. T. Menzel, Adv. Math. 9, 399" escrito en 1972. La solución era bastante obvia y estaba en el nombre del artículo. El segundo autor, "M. T. Menzel" era en realidad "Mary Tsingou Menzel", solo que, destacaba en el mismo su apellido de casada, y por eso fue difícil seguir el rastro y autoría del artículo hasta hace bien poco.
Aunque los cálculos preliminares del experimento confirmaron el resultado que se esperaba de que la energía introducida en un solo modo de Fourier deriva a otros modos, el comportamiento cuasi-periódico no fue observado en primer lugar, porque la computadora era demasiado lenta para permitir que una simulación de este calibre se ejecutara en el tiempo suficiente. Con gran sorpresa, los investigadores encontraron que casi toda la energía regresó al modo inicial, y el estado original fue recuperado casi a la perfección. La complejidad del algoritmo que utilizó Mary en el MANIAC en 1955 para simular la relajación de la energía en un cristal modelo puede compararse con las quince líneas de código Matlab que son suficientes para una simulación del a actual FPUT. Fermi murió en 1954, antes de que el informe fuera escrito. En 1958, Tsingou se casó con Joseph Menzel, que también trabajaba en Los Álamos para la Fuerza Protectora de la Comisión de Energía Atómica. Después de su trabajo fundamental en la programación del MANIAC, a principios de la década de 1970, Tsingou volvió al problema de la FPUT con James Leslie Tuck y estudió recurrencias más largas. También consideró soluciones numéricas de las ecuaciones de Schrödinger y trabajó con John von Neumann para estudiar la mezcla de dos fluidos de diferentes densidades. Durante la presidencia de Ronald Reagan, estuvo profundamente involucrada en los cálculos del proyecto Iniciativa de Defensa Estratégica, también conocido como proyecto Guerra de las Galaxias. Mary se retiró en 1991 y vive con su marido en Los Álamos, muy cerca del lugar donde se diseñó y descubrió el problema de la FPU.

## Principales contribuciones
Contribuyó de una manera importante en el experimento FPUT (Fermi, Pasta, Ulam, Tsingou) diseñando el código computacional con el que trabajaba la computadora MANIAC para este experimento. El resultado del mismo fue un gran trampolín para la teoría del caos.

## Premios y reconocimientos
En 2008, un artículo publicado por el físico francés Thierry Dauxois en la revista "Physics Today", y que edita la "American Physical Society", llamó a renombrar el problema de la FPU al problema de la FPUT para darle el crédito apropiado por su contribución. Las publicaciones posteriores que hacen referencia al problema de la FPUT reflejan este cambio. (en si tuvo un problema para ser reconocida con el simple hecho de ser mujer)